# Menhirs de Saint-Mirel
Les menhirs de Saint-Mirel sont un ensemble de trois menhirs, une paire de deux menhirs d'une part et le menhir dit la Pierre Longue d'autre part, tous trois situés près du hameau de Saint-Mirel sur la commune de Plénée-Jugon dans le département français des Côtes-d'Armor.

## Protection
L'ensemble fait l’objet d’un classement au titre des monuments historiques par arrêté du 11 décembre 1963.

## Description
Les trois menhirs ont été dressés sur le versant sud-est d'un point culminant (135 m d'altitude) la vallée de l'Arguenon. Le menhir no 1, situé le plus au nord, est en granite. Il mesure 3,85 m de hauteur pour 2,15 m de largeur et 1,75 m d'épaisseur. À environ 3,50 m au sud, le menhir no 2 est renversé au sol (2,50 m de long, 2,20 m de large, 0,80 m d'épaisseur). Le menhir no 3, dit la Pierre Longue, se situe au sud-est des deux premiers. Il mesure 4,45 m de hauteur pour une largeur comprise entre 2,30 m et 2,65 m selon les faces.
D'autres blocs situés à proximité immédiate avaient été interprétés au XIXe siècle comme les vestiges d'un cromlech, ce qui ne paraît désormais plus très flagrant.

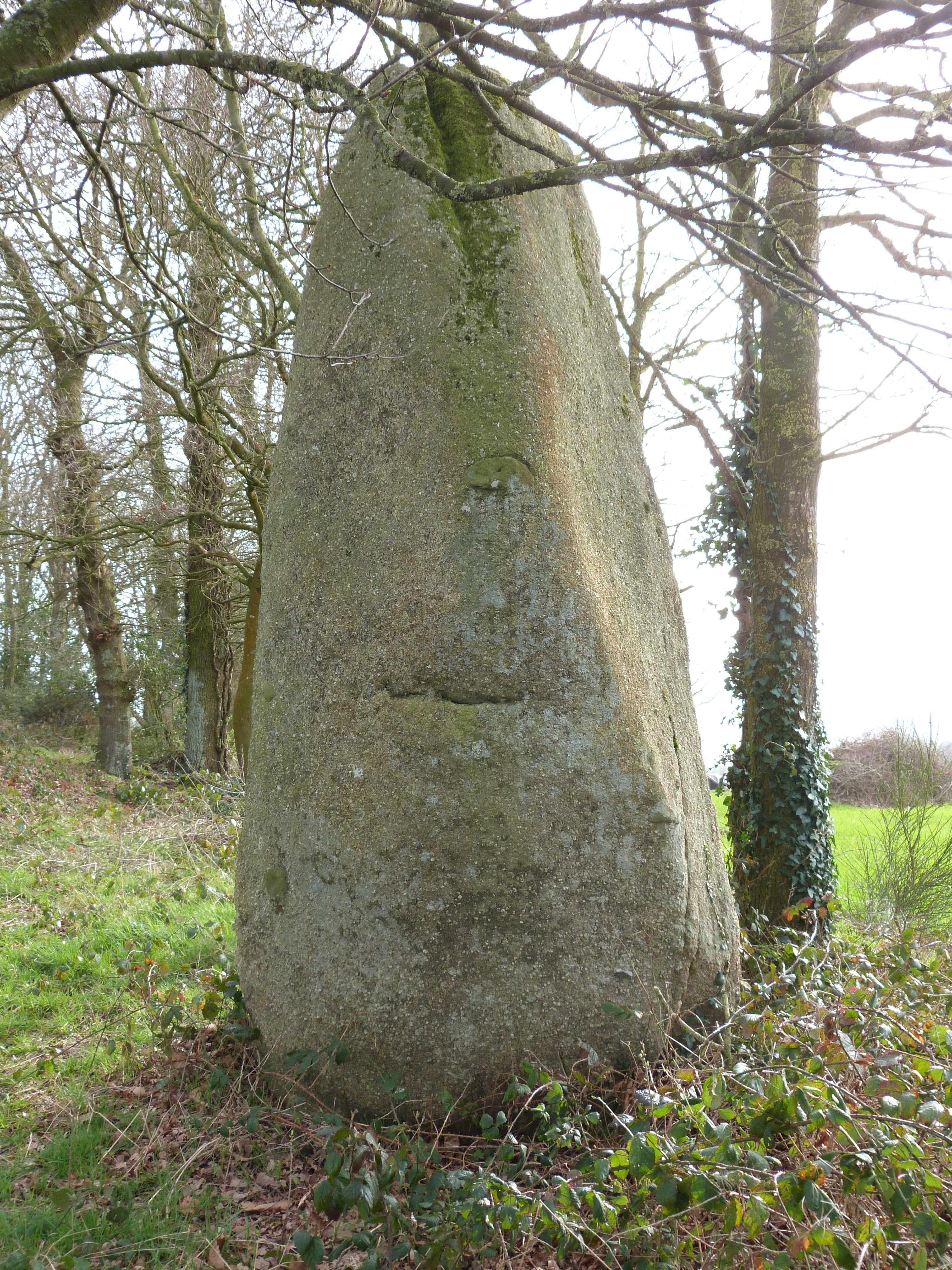
Menhir n°1.
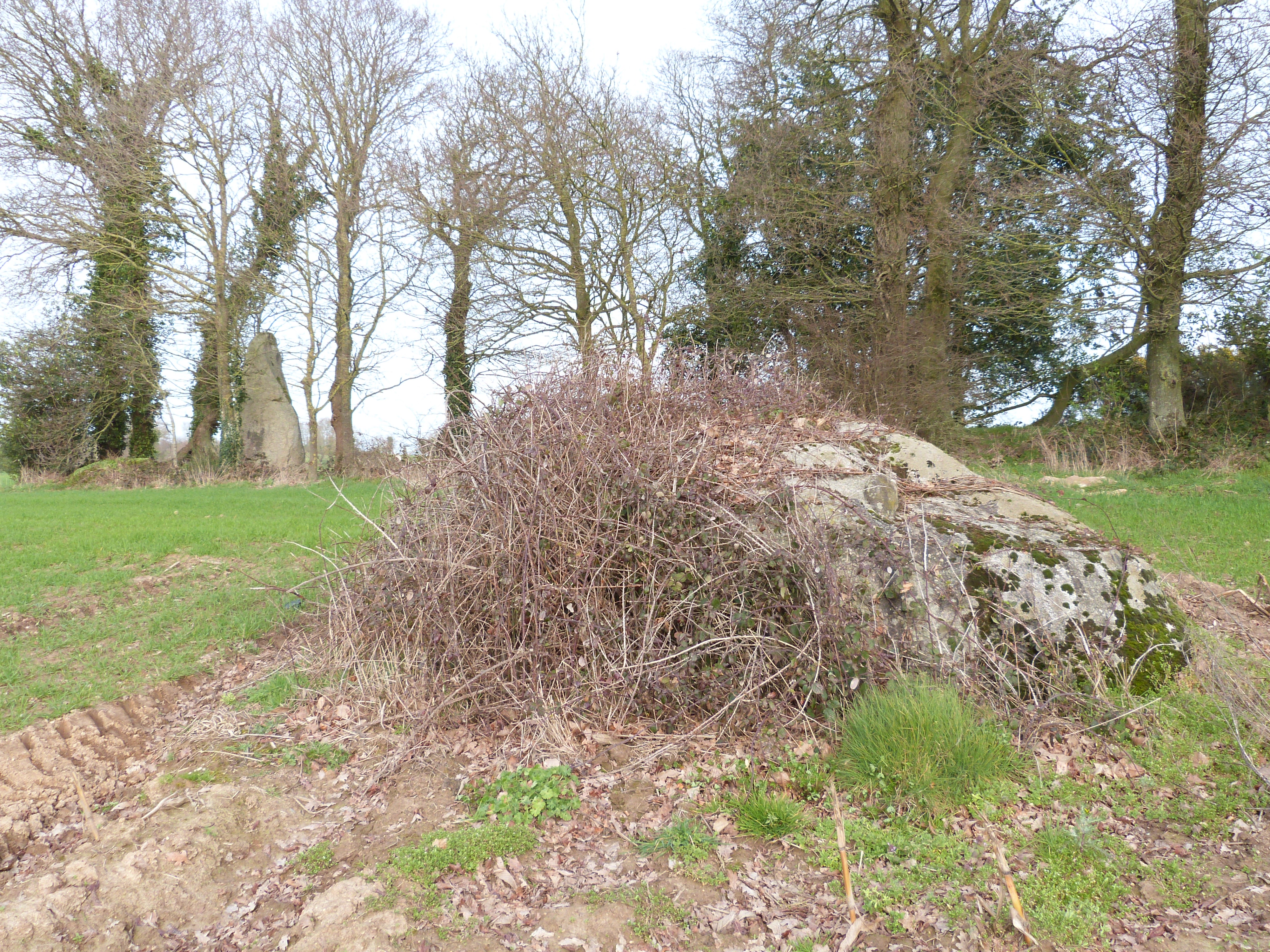
Menhir n°2.